# Mirror Mirror (10cc)
Mirror Mirror is het laatste studioalbum (gegevens 2010) van 10cc uit 1995. Er is echter geen sprake meer van een band onder de naam 10cc.
De twee overgebleven basisleden van 10cc, Stewart en Gouldman, woonden (te) ver uit elkaar, toen ze aan dit album begonnen te werken, Gouldman in Engeland, Stewart in Frankrijk. Ze namen ieder hun muziek op met het plan het op een gegeven moment samen uit te werken, zoals dat ook in het verleden het geval was. Echter de twee zagen daartoe geen gelegenheid of hadden daar geen zin (meer) in. Mirror Mirror is derhalve geen 10cc-album meer, maar een zogenaamd splitalbum, waarbij een deel van de muziek van Stewart en een deel van Gouldman afkomstig is. Ieder schakelde zijn eigen musici in en schakelde (soms) ook zijn eigen producer in. Slechts een tweetal tracks heeft nog een gemeenschappelijke factor (de twee versies van I'm Not in Love). Zelf gaven de heren later toe dat er geen sprake meer was van 10cc: het zijn twee soloalbums door elkaar gemixt. De hoes is van Storm Thorgerson.
Van het album verscheen de single Ready to go Home. Laatste stuiptrekking van de band werd gevormd door het uitbrengen van een akoestische versie van I'm Not in Love.

## Musici
- Eric Stewart — zang, gitaar, toetsinstrumenten, percussie (5), (6),(9),(10)
- Graham Gouldman — zang, gitaar, basgitaar, percussie, mandoline (2), (3),(4), (7), (8)
- Paul McCartney — stringsynthesizer, elektrische piano, kikkergeluiden, crickets, percussie (6)
- Adrian Lee — basgitaar, programmering en arrangementen voor toetsinstrumenten, zang, percussien, accordeon, vibes, akoestische gitaar (2), (3), (5), (7),(8)
- Andrew Gold — zang (3), achtergrondzang (8)
- Rick Fenn — gitaar (2)
- Ian Thomas — slagwerk (3)
- Steve Pigott — toetsinstrumenten, drumprogramming (2)
- Gary Wallis — drums, percussie (2)
- Gary Barnacle — saxofoon (5)
- Peter Thoms — trombone (7)
- Lise Aferiat and Nicola Burton — viool (4),(8)
- Chris Goldscheider — altviool (4),(8)
- Andrew Hines and Patrick Jones — cello (4),(8)
- Eric Stewart, Graham Gouldman, Lol Creme, Kevin Godley – (1)

## Tracklist
Er zijn verschillende uitgaven van dit album. Muzikale volgers van Paul McCartney moeten uitkijken naar de versie waarop Yvonne’s the One staat, dat staat niet op elke uitgave:

| Nr. | Titel                                                   | Duur |
| --- | ------------------------------------------------------- | ---- |
| 1.  | I’m Not in Love (Rework of Art Mix) (Stewart, Gouldman) | 5:53 |
| 2.  | Peace in Our Time (Gouldman, Pigott)                    | 4:04 |
| 3.  | Ready to Go Home (Gold, Gouldman)                       | 4:38 |
| 4.  | The Monkey and the Onion (Gouldman, Tim Rice)           | 3:18 |
| 5.  | Why Did I Break Your Heart (Stewart, Gouldman)          | 5:20 |
| 6.  | Code of Silence (Stewart)                               | 5:40 |
| 7.  | Take This Woman (Stewart, Gouldman)                     | 3:53 |
| 8.  | Grow Old with Me (Gouldman)                             | 3:22 |
| 9.  | Age of Consent (Stewart)                                | 5:42 |
| 10. | Everything Is Not Enough (Stewart)                      | 4:28 |

| Nr. | Titel                                                    | Duur |
| --- | -------------------------------------------------------- | ---- |
| 11. | Bluebird (Gouldman)                                      | 4:05 |
| 12. | Margo Wants the Mustard (Stewart)                        | 3:54 |
| 13. | Yvonne’s the One (Stewart, McCartney)                    | 4:26 |
| 14. | Now You’re Gone (Gouldman)                               | 3:02 |
| 15. | I'm Not in Love (akoestische versie) (Stewart, Gouldman) | 3:32 |

Graham Gouldman · Eric Stewart · Kevin Godley · Lol Creme

Paul Burgess · Rick Fenn · Stuart Tosh · Duncan Mackay · Tony O'Malley